# TVP3 Łódź

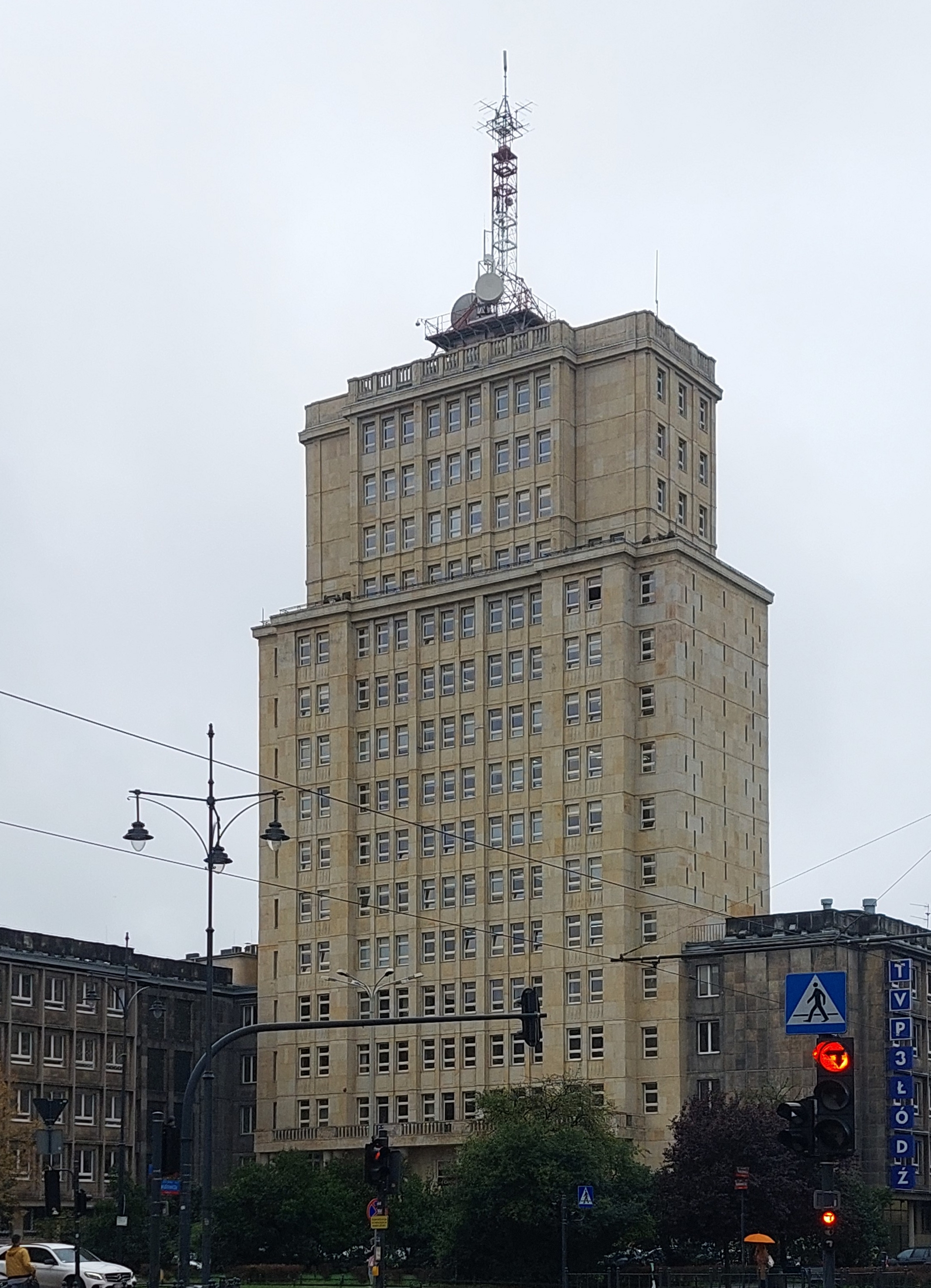
Wieżowiec Centrali Tekstylnej, ul. Sienkiewicza 3/5 – stan na 2024, wys. całk. – 72 m, wys. do dachu – 54 m, kondygnacje – 16, ukończony – 1955 r.Z prawej siedziba TVP3 Łódź

TVP3 Łódź (Telewizja Polska SA Oddział w Łodzi, Telewizja Łódź, dawniej TVP Łódź, Łódź 3, potocznie łódzka Trójka) – oddział terenowy Telewizji Polskiej obejmujący zasięgiem przeważającą część województwa łódzkiego oraz ościennych powiatów. Jest najstarszym oddziałem terenowym Telewizji Polskiej. Sztandarowym programem TVP3 Łódź jest serwis informacyjny Łódzkie Wiadomości Dnia.
Kanał TVP3 Łódź nadawany jest bezpłatnie w ramach ogólnopolskiego trzeciego multipleksu naziemnej telewizji cyfrowej (MUX 3). Dostępny jest również w sieciach kablowych oraz bezpłatnie w Internecie dzięki stronie internetowej TVP Stream i aplikacji TVP GO.

## Historia

### Początki
Łódzki Ośrodek Telewizyjny był pierwszym ośrodkiem regionalnym Telewizji Polskiej oraz drugim (po Warszawie) telewizyjnym ośrodkiem nadawczym w Polsce. Za oficjalną datę powstania uznaje się 22 lipca 1956 roku, kiedy to w Łodzi wyemitowany został pierwszy, eksperymentalny przekaz telewizyjny. Pierwotnie planowano jedynie retransmisję programu z Warszawy, jednak ostatecznie zdecydowano się od razu przystąpić do realizacji programu własnego. Nadawanie programu rozpoczęto o godzinie 16:00 przemówieniem przewodniczącego Rady Narodowej Edwarda Kaźmierczaka. Zaraz po nim wyemitowano nakręcony dziesięć lat wcześniej film o uruchomieniu Radia Łódź, Polską Kronikę Filmową oraz wówczas nowy i niewyświetlany jeszcze w kinach, polski film fabularny Tajemnica dzikiego szybu powstały na podstawie powieści Księga urwisów Edmunda Niziurskiego, a także kilka polskich filmów animowanych oraz filmy oświatowe. Oglądali go łodzianie na telewizorach ustawionych w witrynach sklepowych na ulicy Piotrkowskiej oraz w kilku wielkich zakładach pracy.
W początkowym okresie ośrodek działał jako jedna z redakcji Polskiego Radia. Wówczas siedziba ośrodka mieściła się w wynajętych pomieszczeniach na XIII i XIV piętrze Wieżowca Centrali Tekstylnej przy ul. Sienkiewicza 3/5, gdzie stworzone zostało pierwsze dwukamerowe studio telewizyjne o powierzchni 40 m2.
W 1957 roku Telewizja Łódź po raz pierwszy transmitowała za pomocą wozu transmisyjnego koncert symfoniczny z Filharmonii Łódzkiej. Rok później łódzka telewizja przeniosła się do dzisiejszej siedziby, utworzonej w przylegającym budynku przy ulicy Narutowicza 13. W podziemiach budynku znajdującego się na tyłach głównej części siedziby stworzone zostały dwa studia telewizyjne, z których większe, o powierzchni 220 m2 było w tamtym okresie największym w Polsce i jednym z najnowocześniejszych w Europie. W tym samym czasie nastąpiło także ostateczne oddzielenie pod względem organizacyjnym Telewizji Łódź od Polskiego Radia.
Początkowo program telewizyjny emitowany był jedynie trzy razy w tygodniu, w godzinach 19:00-21:00 i docierał do około 300 widzów w śródmieściu Łodzi.

### Okres PRL
Niemal od początku wizytówką Łódzkiego Ośrodka Telewizyjnego stały się spektakle teatralne, realizowane zarówno na potrzeby własne, jak i dla Teatru Telewizji na antenę ogólnopolską.
Łódzka telewizja jeszcze przed otwarciem własnego studia, podjęła produkcję widowisk teatralnych. Pierwszym była inscenizacja Sędziów Stanisława Wyspiańskiego, nadana w grudniu 1956 roku, natomiast pierwszym pełnym spektaklem – Geniusz według Williama Saroyana w adaptacji i reżyserii Zbigniewa Kuźmińskiego. W 1958 roku rozpoczęto realizację spektakli w nowym studiu przy ulicy Narutowicza – pierwszym z nich była Kolonia Karna Franza Kafki w reżyserii Kazimierza Oracza. Z ośrodkiem współpracowali m.in.: Zygmunt Hübner, Tadeusz Minc, Jerzy Grzegorzewski, Maciej Prus, Bogdan Hussakowski, Tadeusz Bradecki, Adam Hanuszkiewicz, Laco Adamik, Kazimierz Kutz, Feliks Falk i Agnieszka Holland.
Z czasem spektakle zaczęły ukazywać się w cyklach:
- Teatr Popularny
- Teatr poniedziałkowy
- Teatr piątkowy
- Teatr niedzielny
- Studio współczesne
- Studio prozy
- Teatr poezji
- Estrada literacka
- Teatr Telewizji na Świecie
- Teatr Sensacji „Kobra”
- Teatr Faktu

Widowiska teatralne realizowane były zarówno w studiu telewizyjnym, jak i w łódzkich teatrach. Wiele z nich, zwłaszcza w początkowym okresie, emitowanych było wyłącznie na żywo. 31 sierpnia 1962 roku po raz pierwszy zarejestrowano spektakl Jesienna nuda Mikołaja Niekrasowa w reżyserii Jerzego Antczaka ze Stanisławem Łapińskim i Ludwikiem Benoit, a co ciekawe zapis był dziełem przypadku. Tylko w 1969 roku Łódzka Telewizja zrealizowała aż 42 spektakle zaprezentowane w programie ogólnopolskim, a w ciągu pierwszych 20 lat działalności powstało blisko 400 spektakli.
W Łódzkim Ośrodku Telewizyjnym realizowane były również liczne programy rozrywkowe. Do najbardziej znanych należą: Muzyka lekka, łatwa i przyjemna Janusza Rzeszewskiego, Nie taki diabeł straszny (program o muzyce poważnej) Henryka Czyża, 3000 sekund z..., Śpiewki stare, ale jare, Rewia Polskich Nagrań, Śpiewnik domowy czy realizowane od 1973 roku z dużym rozmachem widowiska rewiowe z cyklu Dobry wieczór, tu Łódź, w których występowały gwiazdy estrady polskiej, jak i krajów bloku wschodniego. W pierwszym dwudziestoleciu istnienia łódzkiej telewizji zrealizowano w sumie około 700 programów rozrywkowych i muzycznych.
Lata siedemdziesiąte to dla telewizji w Łodzi era modernizacji i rozwoju technologicznego. W 1970 roku do Telewizji Łódź trafił pierwszy stały wóz transmisyjny co umożliwiło m.in. rozwój transmisji sportowych, których do 1976 roku przeprowadzono około sześćdziesięciu. Dwa lata później zainstalowano aparaturę rejestrującą programy, która znacznie ułatwiła pracę, a także stworzyła szerokie możliwości podczas realizacji, np. pozwoliła reżyserom zapraszać do udziału w spektaklach aktorów z innych miast. W 1974 roku po raz pierwszy w Polsce zrealizowano spektakl teatru telewizji przy użyciu wozu transmisyjnego – Patron dla bocznej ulicy Jerzego Wawrzaka w reżyserii Tadeusza Worontkiewicza. W tym samym roku zaczęto produkcję niektórych programów w kolorze, pod koniec dekady ich liczba zaczęła się zwiększać. W 1975 roku zrealizowano pierwszy film telewizyjny za pomocą tylko jednej kamery – Objazd w reżyserii Tadeusza Worontkiewicza ze zdjęciami Wojciecha Króla.
15 października 1986 roku na antenie telewizyjnej Dwójki po raz pierwszy pojawił się Magazyn Kryminalny 997. W 1987 roku w Telewizji Łódź zrealizowano około 144 godziny programów pokazanych na antenie ogólnopolskiej i 162 godzin dla programu lokalnego.

### Lata 90. XX wieku

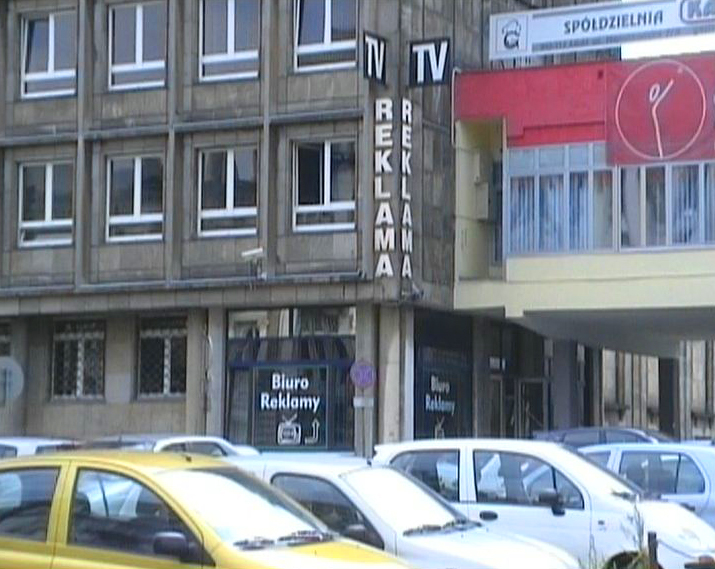
Biuro reklamy TVP3 Łódź (2007)

Z końcem lat 80. zaprzestano produkcji widowisk rozrywkowych i spektakli teatralnych, wobec czego rola ośrodka zaczęła systematycznie spadać. Telewizja Łódź w latach 90. nadała większe znaczenie mniejszym programom, dzięki czemu nadal trwała ożywiona współpraca z centralą, a jej produkcje często pojawiały się na antenach ogólnopolskich.
29 października 1993 roku Łódzki Ośrodek Telewizyjny rozpoczął nadawanie odrębnego, lokalnego programu telewizyjnego, który początkowo docierał jedynie do mieszkańców Łodzi i okolicznych miast aglomeracji łódzkiej. W czerwcu 1996 roku zasięg Telewizji Łódź znacznie się poszerzył, dzięki uruchomieniu przekazu na kanale 43 z nowego nadajnika o mocy 50 kW. Program docierał do widzów zamieszkujących w promieniu około 70 km od Łodzi, emitowany był pod nazwą TVP Łódź, a przez widzów zwyczajowo określany jako Łódź 3 lub łódzka Trójka.
5 września 1994 roku jedenaście wówczas istniejących ośrodków regionalnych, w tym łódzki, przystąpiło do tworzenia prawie czterogodzinnego pasma wspólnego pod nazwą TVP Regionalna. Telewizja Łódź uruchomiła w styczniu 1998 roku własny lokalny teletekst pod nazwą Telegazeta Regionalna TVP Łódź, który oferuje widzom, oprócz informacji lokalnych i programu łódzkiego ośrodka, również m.in. repertuar łódzkich kin, teatrów, Filharmonii informacje o wydarzeniach kulturalnych, rozkłady łódzkiej komunikacji miejskiej i rozkłady lotów Portu Lotniczego Łódź, ogłoszenia drobne, dane kontaktowe łódzkich organizacji i urzędów oraz lokalne częstotliwości radiowe.
W latach 90. większego znaczenia nabrały drobne programy, przede wszystkim reportaże społeczno-obyczajowe, autorstwa m.in. Jadwigi Wileńskiej, Michała Fajbusiewicza, Eweliny Gallas, Magdy Majewskiej i Tomasza Nowaka oraz liczne produkcje cykliczne, ukazujące się również na antenie programu II, gdzie Telewizja Łódź zapewniła sobie stałe miejsce na kilka kolejnych lat. Były wśród nich programy pełniące funkcję kulturotwórczą:
- autorstwa Beaty Szuszwedyk-Sadurskiej – Klasztory polskie, Duchy, zamki, upiory, Gawędy historyczne,
- o historii fabrykanckiej Łodzi, m.in. Rody fabrykanckie Piotra Skrzydło,
- programy dokumentalne Piotra Słowikowskiego, m.in. Biała broń, Rekwizyty historii, Twórcy, Stowarzyszenie Księgariuszy,
- programy dla dzieci Moniki Kalinowskiej – Kolory, Papierowy teatrzyk i Kraina Tośmo, ukazujące się w programie ogólnopolskim,
- programy o sztuce autorstwa Magdy Olczyk – Uwaga zabytek, Galeria ze sztuką,
- o tematyce filmowej Iwonny Łękawy – Zbliżenia, Kinoteka polska, Abecadło kina w programie ogólnopolskim, Kino ma sto lat w programie lokalnym,
- o tematyce teatralnej Krystyny Piasecznej – Antrakt, Przewodnik teatralny,
- muzyczne Leszka Bonara – Niedziela melomana, Magazyn muzyczny i Jolanty Gwardys – Czas na rock, Muzyczny ekspres i dla anten ogólnopolskich: Tajniki muzyki i Kompozytorzy,
- o historii i zabytkach Łodzi i regionu – Filmowa encyklopedia Łodzi i okolic Jadwigi Wileńskiej.

Łącznie w latach 90. produkowano około 6300 godzin programu lokalnego rocznie, emitowanego średnio przez 17 godzin dziennie oraz około 277 godzin programu dla anten ogólnopolskich i 103 godziny dla TVP Polonia.

### XXI wiek
Jesienią 2000 roku rozpoczęto ujednolicanie programów regionalnych TVP – pasma regionalne zaczęły posługiwać logo TVP3. Nie oznaczało to jeszcze pojawienia się Trzeciego Programu TVP – zabieg ten miał jedynie za zadanie uświadamiać widzom, że „oglądają telewizję regionalną, jedną z dwunastu”. Znacznie ograniczono liczbę programów lokalnych, na rzecz programów emitowanych z Warszawy.
3 marca 2002 roku program łódzkiego ośrodka rozpoczął nadawanie w ramach pasm lokalnych stacji informacyjno-regionalnej TVP3 jako TVP3 Łódź. Nowe TVP3 było jednym programem o profilu informacyjno-publicystycznym, z lokalnymi okienkami. 7 marca 2003 roku TVP3 Łódź zmieniła logo i oprawę graficzną tak jak pozostałe programy Telewizji Polskiej. Wraz z kolejnymi odsłonami ramówki TVP3 następowało stopniowe ograniczanie liczby i długości pasm lokalnych. Ponadto 2 stycznia 2007 zrezygnowano z emisji lokalnych reklam podczas pasma ogólnopolskiego.
6 października 2007 roku łódzki program zmienił nazwę na TVP Łódź i nadawał do 31 sierpnia 2013 roku w ramach pasm lokalnych TVP Info. Według informacji, jakie pojawiły się na początku 2008 roku, TVP planowała utworzenie makroregionalnych ośrodków, które miały nadawać własny program, a nie, jak wtedy, retransmitować program TVP Info uzupełniony lokalnymi pasmami. Zgodnie z informacjami, ośrodki regionalne miałyby jednak działać tylko w sześciu największych miastach wojewódzkich, pozostałe ośrodki natomiast miałyby się zająć jedynie realizacją lokalnych dzienników, emitowanych na antenach większych oddziałów oraz przygotowywaniem reportaży dla satelitarnej TVP Info. Według tego projektu Łódzki Ośrodek Telewizyjny, najstarszy w Polsce, miał zostać pozbawiony możliwości emisji własnego programu i w całości podporządkowany ośrodkowi w Warszawie. Mimo że brak było na ten temat oficjalnych informacji ze strony TVP, projekt ten budził wiele kontrowersji wśród mieszkańców Łodzi, a także zaniepokojenie wśród łódzkich parlamentarzystów i działaczy. Telewizja Polska nigdy nie wprowadziła w życie tych planów.
Okres istnienia TVP3 Regionalnej, a następnie TVP Info to także czas, w którym zaprzestano realizacji wszystkich programów cyklicznych dla anten ogólnopolskich TVP. W latach 2000−2005 dla TVP2 realizowany był cykl programów podróżniczych Michała Fajbusiewicza Z Dwójką dookoła świata, a w 2006 roku dla TVP3 program Plac Wolności i dla TVP1 program Potrafisz Jolanty Gwardys i Katarzyny Pełki-Wolsztajn. W latach 2007–2009 dla TVP Info przygotowywany był program reporterski Telewizja Objazdowa Marii Wiernikowskiej. Ostatnim programem emitowanym przez cały ten okres był Magazyn Kryminalny 997, który został zdjęty z anteny ogólnopolskiej po 24 latach emisji 2 grudnia 2010 roku. W tym okresie dużego znaczenia nabrały również relacje z odbywających się w Łodzi festiwali. Wśród nich przede wszystkim Festiwalu Dialogu Czterech Kultur i Camerimage (do 2009 roku) oraz Festiwalu Szkół Teatralnych, Międzynarodowego Festiwalu Szkół Filmowych i Telewizyjnych „Mediashool”, Ogólnopolskiego Studenckiego Przeglądu Piosenki Turystycznej Yapa i Grand Prix Jazz Melomani. Przez wiele lat Telewizja Łódź współpracowała także z Łódzką Piwnicą Artystyczną „Przechowalnia”.
30 grudnia 2010 roku program lokalny Telewizji Łódź ostatni raz był retransmitowany na antenie Dwójki. 15 lutego 2011 roku Telewizja Łódź zaczęła nadawać program w formacie panoramicznym 16:9. 22 kwietnia 2011 roku, na dachu wieżowca przy ulicy Sienkiewicza, do którego przylega budynek TVP Łódź, uruchomiony został pierwszy w województwie łódzkim nadajnik naziemnej telewizji cyfrowejwraz z programem łódzkiego oddziału TVP o mocy 400 W, który działał do 20 maja 2013 roku, kiedy wyłączono nadajniki analogowe uruchamiając jednocześnie nadajniki cyfrowe MUX 3. Od 25 lutego 2013 roku łódzki program regionalny można oglądać bezpłatnie w Internecie dzięki stronie internetowej i aplikacji TVP Stream.
Od 1 września 2013 roku do 2 stycznia 2016 roku program TVP Łódź był nadawany w TVP Regionalna. 2 stycznia 2016 roku ośrodek w Łodzi powrócił do dawnej nazwy TVP3 Łódź, natomiast dwa dni później pojawiło się również dodatkowe pasmo śniadaniowe i popołudniowe. Od 14 lutego 2022 roku TVP3 Łódź można oglądać bezpłatnie dzięki aplikacji TVP GO dostępnej na systemach iOS i Android. 15 grudnia 2023 roku TVP3 Łódź rozpoczął emisję w jakości HD.

## Nadajniki naziemne TVP3 Łódź

### Nadajniki analogowe wyłączone 20 maja 2013
| Typ obiektu | Nazwa obiektu       | Częstotliwość (MHz) | Kanał | Charakterystyka promieniowania | Polaryzacja | Moc (kW) | Data uruchomienia nadajnika | Data wyłączenia nadajnika |
| ----------- | ------------------- | ------------------- | ----- | ------------------------------ | ----------- | -------- | --------------------------- | ------------------------- |
| TON         | Łódź/Komin EC-4     | 647,25 MHz          | 43    | dookólna (ND)                  | pozioma (H) | 50 kW    | czerwiec 1996               | 20 maja 2013              |
| TSR         | Kamieńsk/Zwałowisko | 591,25 MHz          | 36    | kierunkowa (D)                 | pozioma (H) | 0,05 kW  | 20 grudnia 2007             | 20 maja 2013              |

Opracowano na podstawie materiału źródłowego

### Nadajniki cyfrowe DVB-T2MUX 3
22 kwietnia 2011 roku uruchomiony został pierwszy w województwie łódzkim nadajnik naziemnej telewizji cyfrowej. Multipleks trzeci, wraz z programem łódzkiego oddziału TVP, był nadawany z Telewizyjnego Ośrodka Nadawczego przy ulicy Sienkiewicza (na dachu wieżowca, do którego przylega budynek TVP Łódź) z mocą 400 W do 20 maja 2013 roku. Niska moc nadajnika pozwalała na pokrycie wyłącznie obszaru Łodzi i miast przyległych. 
1 września 2011 roku program TVP Łódź dołączono do MUX 3 nadawanego w województwie mazowieckim jako drugą wersję regionalną TVP Info z nadajników RTCN Warszawa/PKIN i RTCN Warszawa/Raszyn oraz do 1 czerwca 2012 roku również z nadajników RTCN Siedlce/Łosice i RTCN Płock/Rachocin. Umożliwiło to cyfrowy odbiór programu lokalnego we wschodniej części województwa łódzkiego. Jednocześnie do łódzkiej wersji multipleksu dołączono program TVP Warszawa. Dodatkowe wersje regionalne TVP Info były nadawane do 1 września 2013 roku, kiedy programy lokalne zostały przeniesione do TVP Regionalna.
23 maja 2022 roku ze względu na zmianę standardu nadawania na DVB-T2/HEVC w województwach łódzkim, małopolskim, opolskim, podkarpackim, śląskim, świętokrzyskim, w części województw lubelskiego i mazowieckiego oraz w pozostałej części wielkopolskiego (nie dotyczyło to MUX 3 i MUX 8) oraz tzw. refarming, czyli zwolnienie kanałów telewizyjnych na potrzeby telefonii komórkowej, niektóre emisje przeniesiono na nowe częstotliwości, uruchomiono nowe albo zwiększono moc emisji z dotychczasowych nadajników. 15 grudnia 2023 roku zmieniono standard nadawania nadajników MUX 3 na DVB-T2/HEVC.
| Województwo | Typ obiektu | Nazwa obiektu                   | Częstotliwość (MHz) | Kanał | Charakterystyka promieniowania | Polaryzacja | Moc (kW) | Data uruchomienia nadajnika |
| ----------- | ----------- | ------------------------------- | ------------------- | ----- | ------------------------------ | ----------- | -------- | --------------------------- |
| łódzkie     | RTCN        | Łódź/Zygry                      | 514 MHz             | 26    | kierunkowa (D)                 | pozioma (H) | 100 kW   | 23 maja 2022                |
| mazowieckie | RON         | Skierniewice/Bartniki           | 570 MHz             | 33    | dookólna (ND)                  | pozioma (H) | 89 kW    | 23 maja 2022                |
| łódzkie     | SLR         | Łódź/Dąbrowa                    | 514 MHz             | 26    | dookólna (ND)                  | pozioma (H) | 30 kW    | 23 maja 2022                |
| mazowieckie | RTCN        | Przysucha/Kozłowiec             | 514 MHz             | 26    | dookólna (ND)                  | pozioma (H) | 25 kW    | 17 czerwca 2013             |
| łódzkie     | TSR         | Kamieńsk/Zwałowisko             | 514 MHz             | 26    | dookólna (ND)                  | pozioma (H) | 15 kW    | 20 maja 2013                |
| łódzkie     | SLR         | Tomaszów Mazowiecki/Mościckiego | 514 MHz             | 26    | dookólna (ND)                  | pozioma (H) | 8 kW     | 20 maja 2013                |
| łódzkie     | TON         | Kamionka                        | 514 MHz             | 26    | kierunkowa (D)                 | pozioma (H) | 5 kW     | 23 maja 2022                |
| łódzkie     | TON         | Sieciechów                      | 570 MHz             | 33    | kierunkowa (D)                 | pozioma (H) | 4 kW     | 23 maja 2022                |
| łódzkie     | TON         | Tyble                           | 514 MHz             | 26    | kierunkowa (D)                 | pozioma (H) | 2 kW     | 23 maja 2022                |
| łódzkie     | TSR         | Przedbórz/ul. Radomszczańska    | 514 MHz             | 26    | dookólna (ND)                  | pozioma (H) | 0,02 kW  | 17 czerwca 2013             |

#### Wyłączone nadajniki cyfrowe DVB-TMUX 3
| Województwo   | Typ obiektu | Nazwa obiektu     | Częstotliwość (MHz) | Kanał | Charakterystyka promieniowania | Polaryzacja | Moc (kW) | Data uruchomienia nadajnika | Data wyłączenia nadajnika |
| ------------- | ----------- | ----------------- | ------------------- | ----- | ------------------------------ | ----------- | -------- | --------------------------- | ------------------------- |
| łódzkie       | TON         | Łódź/Komin EC-4   | 650 MHz             | 43    | dookólna (ND)                  | pozioma (H) | 170 kW   | 20 maja 2013                | 23 maja 2022              |
| wielkopolskie | RTCN        | Kalisz/Mikstat    | 514 MHz             | 26    | dookólna (ND)                  | pozioma (H) | 35 kW    | 28 kwietnia 2014            | 23 maja 2022              |
| łódzkie       | TON         | Łanięta/Witoldów  | 650 MHz             | 43    | dookólna (ND)                  | pionowa (V) | 0,5 kW   | 28 kwietnia 2014            | 23 maja 2022              |
| łódzkie       | TON         | Łódź/Sienkiewicza | 682 MHz             | 47    | dookólna (ND)                  | pozioma (H) | 0,4 kW   | 22 kwietnia 2011            | 20 maja 2013              |

Opracowano na podstawie materiałów źródłowych.

## Siedziba

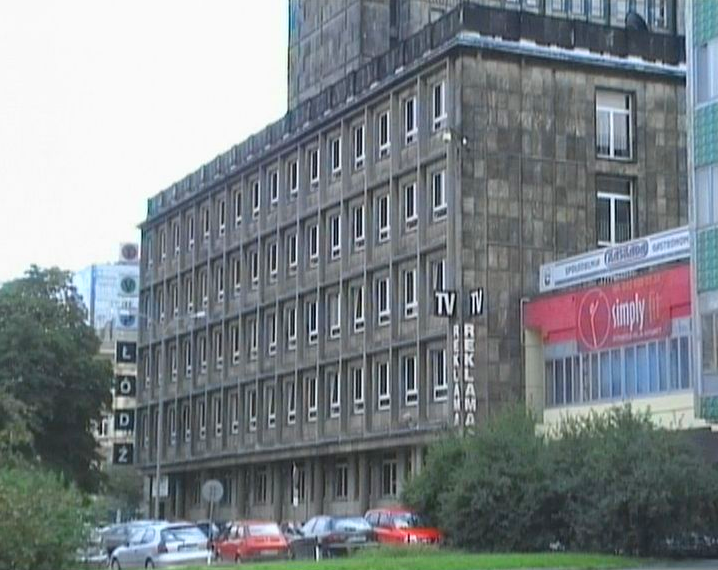
Siedziba TVP3 Łódź przy Narutowicza 13 (2007)

Siedziba TVP3 Łódź mieści się w Łodzi, przy ul. Narutowicza 13, w gmachu zlokalizowanym u zbiegu ulic Narutowicza i Sienkiewicza. Siedziba telewizji często mylnie utożsamiana jest z wieżowcem przy ulicy Sienkiewicza 3/5, przede wszystkim z powodu znajdujących się na jego szczycie nadajników Telewizyjnego Ośrodka Nadawczego Łódź/Sienkiewicza. W rzeczywistości Telewizja Łódź zajmuje jedynie przybudówki przylegające do wieżowca od strony północnej i zachodniej, pod adresem Narutowicza 13. Sam wieżowiec stanowi obecnie własność marszałka województwa, powiatu łódzkiego wschodniego i Skarbu Państwa. Do telewizji należy również część parterowego pawilonu przy ul. Cmentarnej 9/11, gdzie mieści się Baza Wydziału Transmisji i Wydziału Transportu TVP. 
W projekcie przebudowy centrum Łodzi luksemburskiego architekta Roba Kriera, którego realizacja planowana była na lata 2008–2010 uwzględniona była też nowa siedziba Telewizji Łódź. Zlokalizowana miała być ona w budynku dawnej elektrociepłowni EC-1. Budowę nowej siedziby popierała też ówczesna dyrektor TVP Łódź - Małgorzata Potocka. Ponieważ nowa siedziba miała znaleźć się w obszarze działania Regionalnego Programu Operacyjnego, część inwestycji prawdopodobnie można było zrealizować z funduszy Unii Europejskiej. Obecna siedziba miała zostać sprzedana prywatnym inwestorom, ale tych planów nie zrealizowano.

## Programy TVP3 Łódź
Ramówka obejmuje m.in. programy informacyjne z regionu, publicystyczne, przyrodnicze, reportaże, transmisje z mszy świętych, transmisje sportowe oraz relacje z koncertów, spektakli i wystaw.

### Programy własne (stan na wiosnę 2022)
Programy informacyjne
- Łódzkie Wiadomości Dnia (od 1961 roku) – program informacyjny
- Pogoda (TVP3 Łódź) (od 1961 roku) – prognoza pogody
- Sport (TVP3 Łódź) (od 1961 roku) – wiadomości sportowe

Publicystyka
- Budzi się ludzi (od 2016 roku) – poranny program emitowany od poniedziałku do piątku
- Rozmowa Dnia (ponownie od 2015 roku) – program publicystyczny
- Łódzkie sprawy (od 2020 roku) – program publicystyczny, w którym dziennikarze będą oceniać najważniejsze wydarzenia, o których mówią mieszkańcy województwa łódzkiego.
- Polityczna dogrywka (od 2019 roku) – poniedziałkowe debaty z udziałem polityków i ekspertów, które powstają we współpracy z Polskim Radiem Łódź
- Puls regionu (od 2022 roku) – program interwencyjny
- Tydzień z głowy (od 2019 roku) – podsumowanie najważniejszych wydarzeń mijającego tygodnia
- Samorządni (od 2019 roku) – studyjny program publicystyczny poświęcony problemom, z jakimi zmagają się samorządy województwa łódzkiego.

Gospodarka
- Z paragonem (od 2021 roku) – program Piotra Konopskiego, w którym podpowiada, jak unikać zakupowych wpadek.
- Łódź po kolei (od 2021 roku) – program Martyny Kowalczyk na temat powstającego pod Łodzią tunelu średnicowego, mającego połączyć trzy dworce kolejowe.
- Agroexpress (od 2004 roku) – program dla rolników
- Strefa biznesu (od 2003 roku) – program o inwestycjach i miejscach pracy

Społeczeństwo
- Kiedy, jak nie teraz (od 2021 roku) – program dla seniorów
- W drodze (od 2022 roku) – program o stanie łódzkich dróg

Kultura i sztuka
- Teatr Wielki zza kulis (od 2007 roku) – program Leszka Bonara relacjonujący najnowsze wydarzenia z Teatru Wielkiego w Łodzi
- Kultura od kuchni (od 2022 roku) – w programie zaprezentowane są tajniki fachu artystów i twórców kultury poprzez odkrywanie od podstaw procesu twórczego zmierzającego do kreacji danego dzieła. Pojawią się artyści i twórcy różnorodnych dziedzin sztuki.
- Skarby Łodzi (od 2022 roku)
- Marka Kultura bez Maski (od 2020 roku) – rozmowy z twórcami kultury z całego województwa łódzkiego.
- Przystań w kulturze. Magazyn kulturalny (od 2019 roku) – publicystyczny przegląd życia kulturalnego w Łodzi i w regionie.
- Kulturalna wiosna (od 2020 roku) – program Krystyny Piasecznej, w którym rozmawiać będzie z twórcami, ludźmi teatrów i instytucji kultury z całego województwa łódzkiego.
- Grająca szafa Telewizji Łódź (od 2020 roku) – program, w którym Joanna Łucka-Szczygieł i Jacek Tokarczyk prezentują najpiękniejsze polskie piosenki lat 60., 70. i 80.

Religia
- Depozyt wiary (od 1996 roku) – program dla katolików ukazujący się co tydzień
- Dialogi (od 2000 roku) – rozmowy z księżmi o wydarzeniach kościelnych w regionie emitowane w ostatnią niedzielę miesiąca

Nauka i zdrowie
- ABC pacjenta (od 2015 roku) – program poradnikowy dla pacjentów autorstwa Anny Łukasik ukazujący się raz w miesiącu
- Obalamy mity medyczne (od 2022 roku) – eksperci, lekarze i farmakolodzy w prosty i przystępny sposób wyjaśnią dlaczego omawiane mity są fałszywe i nie mają nic wspólnego z naukową prawdą.
- Na zdrowie (od 2021 roku)

Przyroda i ekologia
- Tajemniczy świat zwierząt (od 2022 roku)

Sport
- Piłkarski talent (od 2022 roku) – program adresowany jest przede wszystkim do młodych sportowców trenujących piłkę nożną

Motoryzacja
- Autofan (od 2003 roku) – magazyn motoryzacyjny
- Autosfera (od 2020 roku) – magazyn motoryzacyjny

Reportaże
- Pracownia reportażu (od 2019 roku) – w tym programie widzowie poznają historie zwykłych – niezwykłych ludzi

Programy planszowe
- Informator Kulturalny (od 1 czerwca 2011 roku) – krótkie przedstawienie obecnych wydarzeń kulturalnych w Łodzi

Opracowano na podstawie materiału źródłowego.

### Programy nieemitowane w TVP3 Łódź (niepełna lista)
Publicystyka
- Ale to już było (2007–2009) – filozoficzne rozmowy Bronisława Wrocławskiego z prof. Waldemarem Ceranem (zm. w 2009)
- Gorący temat (2006−2010) - program autorstwa Tomasza Lasoty i Przemysława Naze
- Łódzkie forum (2002-2015) – program publicystyczny prowadzony przez Wojciecha Słodkowskiego, Jacka Grudnia, Marka Palczewskiego i Magdalenę Kamińską
- Łódzki wieczór publicystyczny (późne lata 90.)
- Klub parlamentarny (1998-2002)
- Tydzień w Łodzi (1994-1999)
- Tydzień z ŁWD (2001-2006)

Gospodarka
- Biznes po łódzku (2005-2010) - program Mariana Krygiera
- RPO szansą regionu (2010–2013) – program o funduszach europejskich
- Łódzki kapitał ludzki (2013-2016) – program o dotacjach z UE
- Region mocnych w biznesie (2014–2015) – program o korzyściach z UE dla przedsiębiorców

Społeczeństwo
- Bądź bezpieczny
- Być seniorem (2006-2016) – program dla ludzi starszych Katarzyny Majewskiej-Zawady ukazujący się 2 razy w miesiącu
- Czas na zdrowie – program medyczny
- Łódzkie jakiego nie znacie (2014–2015) – program Agnieszki Rutkowskiej ukazujący się 2 razy w miesiącu
- Niepełnosprawni (2012–2016) – program o ludziach niepełnosprawnych
- Nie pozwól na to
- Prawo i bezprawie (2010–2011)
- Prowincja na plus (2011-2013) – program społeczny
- Prowokacje (2002−2010)
- STUŁ - Studencka Telewizja Uniwersytetu Łódzkiego (2014-2017) – magazyn studencki
- Strefa miejska (2007−2010) – magazyn studencki
- To jest życie (2007–2009, spin-off popularnego programu Takie jest życie) – magazyn reporterów
- Tradycją regionu malowane (2011–2012) – magazyn etnograficzny Magdaleny Michalak
- Za i przeciw (2009–2010)

Kultura i sztuka
- Akademia Muzyki (2010–2020) – program Leszka Bonara o działalności Akademii Muzycznej im. Grażyny i Kiejstuta Bacewiczów w Łodzi, emitowany co miesiąc
- Atlas sztuki – program Magdaleny Olczyk pokazujący najnowsze wystawy w Galerii Atlas Sztuki w Łodzi
- FILMmufka – magazyn filmowy (2003–2010)
- Kazimierz Kowalski zaprasza (2014-2021) – największe przeboje operowe prezentowane przez Kazimierza Kowalskiego
- Magazyn kulturalny (lata 80.-2019) – aktualności kulturalne z Łodzi i okolic
- Maksymalnie kulturalnie (wcześniej Impresje) (2007−2010) – reportaże kulturalne
- Przystanek Filharmonia (2008–2010) – magazyn kulturalny
- Region kultury (2012) – program Joanny Kaczmarek

Religia
- Katolicki Tygodnik Informacyjny (1995-2014) – program religijny

Rozmaitości
- A może by tak...? (2010)
- Dobry Wieczór (od stycznia 2007 do czerwca 2010) – program na żywo z udziałem zaproszonych gości, konkursami dla widzów i muzyką
- Dobry wieczór z Telewizją Łódź (2013–2015) – program poradnikowy
- Eko-Echo (2003–2010) – program ekologiczny
- Banalnie naturalnie (2015-2016) – program o ekologii ukazujący się 2 razy w miesiącu
- Homo Creator (2007–2009) – sylwetki wybitnych łódzkich naukowców
- Kronika towarzyska (2008-2019) – wielki świat znanych gwiazd od kuchni
- Łódzkie bez tajemnic (2009)
- Łódzkie na zdrowie (2014) – program Magdaleny Wiercioch-Malik
- Kocham Łódzkie (2007-2014) – znani i ich ulubione miejsca w regionie; później cykl emitowany studyjnie na żywo i zapraszano nie tylko znanych
- Magazyn motoryzacyjny
- Podaj cegłę (2000-2016) – magazyn mieszkaniowy Moniki Kalinowskiej i Beaty Łuckiej
- Popołudnie z Telewizją Łódź (od maja do sierpnia 2010) – program poradnikowy
- Stowarzyszenie Szalonych 40-tek – poradnik lifestyleowy (2011-12)
- Studio ŁÓDŹ – program kulturalno-informacyjny z Centrum Handlowego „Manufaktura” (początkowo na żywo)
- Twoje popołudnie z Telewizją Łódź (2010–2013) – program poradnikowy na żywo
- Własne M - magazyn mieszkaniowy

Reportaże
- Bliscy nieznani (2007−2010) – cykl reportaży Doroty Ceran
- Broadway. Róg Północnej (2009–2010)
- Prosto z lasu – cykl filmów przyrodniczych
- No life masz wybór – cykl reportaży o problemach społecznych

Historia
- Filmowa encyklopedia Łodzi i okolic (1989-2010) – program archiwalny o historii i zabytkach Łodzi i regionu
- Strefa Piotrkowska (2011-2013) – historia i kulisy najdłuższej ulicy w Europie

Programy dla dzieci
- Ciotka Blekotka (2009–2010) – program Moniki Kalinowskiej
- Kolory - program Moniki Kalinowskiej
- Kraina Tośmo (1998-2000) - teleturniej na żywo z telefonicznymi zagadkami dla małych widzów
- Małe obracanie groszem - teleturniej o tematyce ekonomiczno-gospodarczej, autorstwa Marka Pietrzaka
- Papierowy teatrzyk
- Rzepka (1997)
- Sygnałek (2004–2009) – program dla dzieci promujący bezpieczeństwo pod redakcją Katarzyny Kindykiewicz

Programy kulinarne
- Smaki łódzkie z Michelem (2011–2012) – program kulinarny
- Z patelnią i humorem (2009–2010) – magazyn kulinarny Andrzeja Janeczko
- małe conieco (1996-2006) - program pod redakcją Ewy Zarzyckiej
- Regionalne smaki (2006-2007)
- Cztery pory roku w kuchni (2014-2017)

Programy kryminalne
- Magazyn Kryminalny 997 (1986-1993, 1995-2010) – celem programu była pomoc telewidzów w odnalezieniu poszukiwanych przestępców i w wyjaśnieniu zagadkowych zbrodni
- Na sygnale (2001−2008) – magazyn kryminalny
- Z archiwum 997 (2015–2016) – serial dokumentalny wykorzystujący materiały archiwalne z Magazynu Kryminalnego 997. Produkowany przez TVP Łódź i CI Polsat

Programy planszowe
- Telewizja Łódź proponuje (od października 2005 do 1 czerwca 2011 roku) – zapowiedzi imprez plenerowych, koncertów i spektakli teatralnych sponsorowanych przez łódzką telewizję

Opracowano na podstawie materiału źródłowego.

### Programy TVP3 Łódź na antenach ogólnopolskich (niepełna lista)
Programy wyprodukowane dla TVP1
- Potrafisz (2006) – magazyn społeczny autorstwa Jolanty Gwardys i Katarzyny Pełki-Wolsztajn
- Rody fabrykanckie (1994–1998) – program Piotra Skrzydło o historii fabrykanckiej Łodzi

Programy wyprodukowane dla TVP2
- Magazyn Kryminalny 997 (1986-1993, 1995-2010) – program kryminalny proszący w imieniu Policji o pomoc telewidzów w odnalezieniu przestępców (w latach 2009–2010 dla TVP Info). Od 2017 program jest produkowany w Warszawie.
- Z Dwójką dookoła świata (2000−2005) – cykl reportaży podróżniczych Michała Fajbusiewicza
- Klasztory polskie (1992-2001) – historie polskich klasztorów
- Duchy, zamki, upiory (1994–1996)
- Gawędy historyczne (1997–1999)
- Bez prądu (1993–1995) – cykl 12 koncertów zarejestrowanych w studiu Radia Łódź wzorowany na MTV Unplugged

Programy wyprodukowane dla TVP3/TVP Regionalna
- Kabaretowa Scena Trójki - Przechowalnia (1999–2001) – program kabaretowy łódzkiej Przechowalni
- Plac Wolności (2006) – magazyn społeczny autorstwa Jolanty Gwardys i Katarzyny Pełki-Wolsztajn
- Sprawa na dziś (2003–2005) – serial obyczajowy
- Trójka w Trójce (2001) – telewizyjne transmisje koncertów radiowego Programu III z Muzycznego Studia PR im. Agnieszki Osieckiej

Programy wyprodukowane dla TVP Info
- Telewizja Objazdowa (2007–2009) – program reporterski Marii Wiernikowskiej

Programy wyprodukowane dla TVP Polonia
- Filmowa encyklopedia Łodzi i okolic (1989-2010) – program archiwalny o historii i zabytkach Łodzi i regionu
- Świadkowie nieznanych historii (2004-2012) – program publicystyczno-historyczny tworzony we współpracy z IPN-em[47]

Programy wyprodukowane dla TVP ABC
- Supełkowe ABC (2014-2019) – program dla dzieci

## Osoby związane z TVP3 Łódź
- Hubert Bekrycht,
- Tomasz Boruszczak,
- Wojciech Bruszewski,
- Michał Cholewiński,
- Michał Fajbusiewicz,
- Sławomir Jastrzębowski,
- Marek Kałużyński,

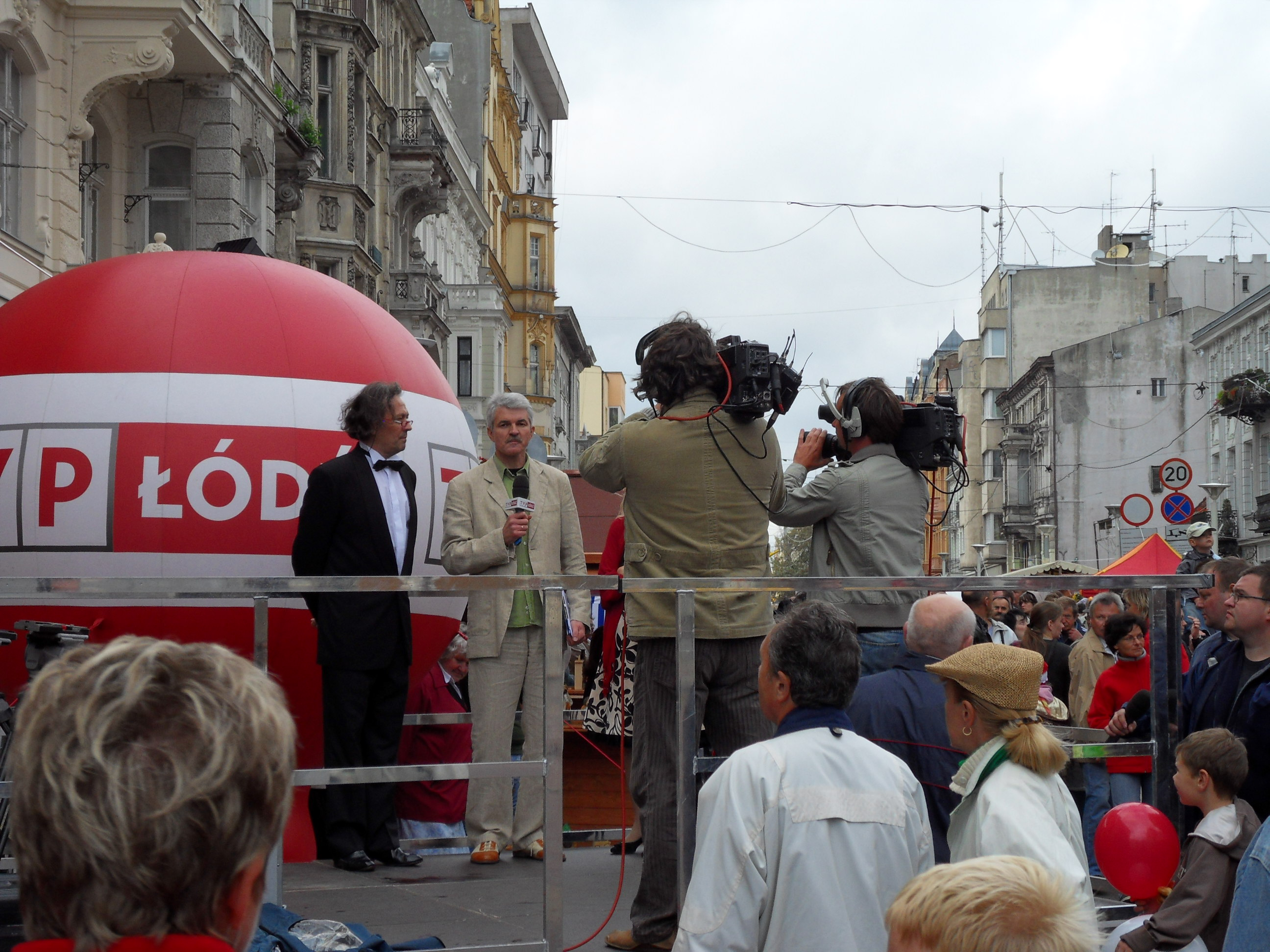
Leszek Bonar i ekipa TVP Łódź podczas relacji z VI Jarmarku Wojewódzkiego na ulicy Piotrkowskiej

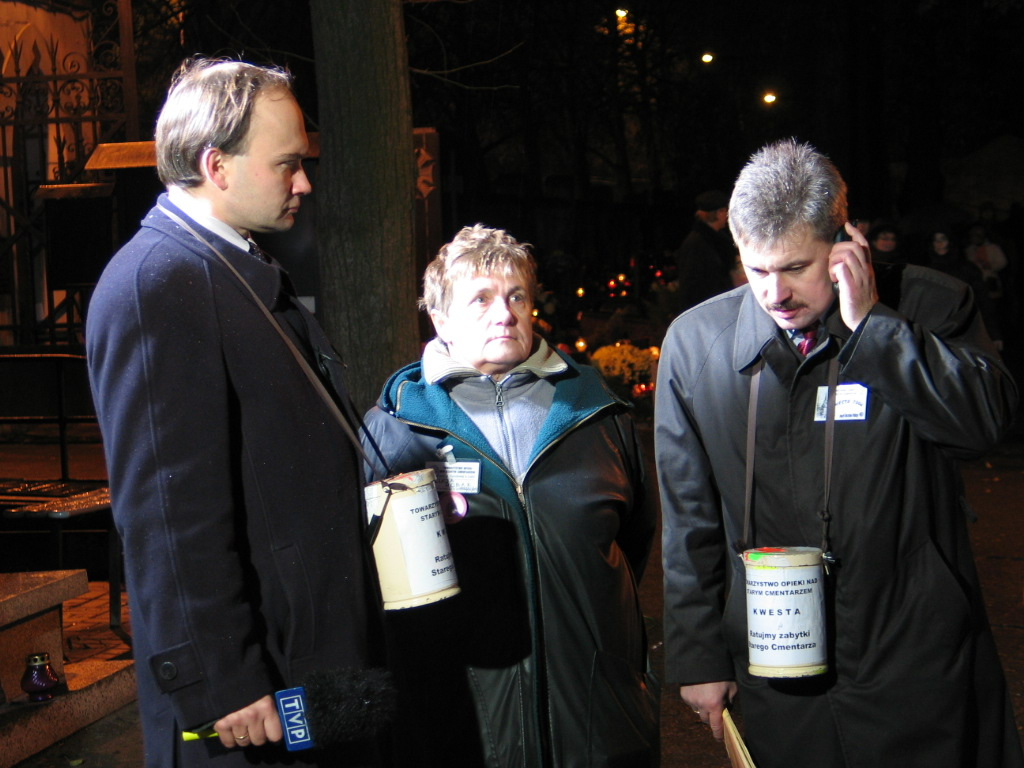
Tomasz Lasota oraz Łucja Robak i Cezary Pawlak (TOnSC) podczas kwesty na Starym Cmentarzu w Łodzi

- Mariusz Kłopecki (prezenter pogody, obecnie TVP1),
- Lucjan Kydryński,
- Tomasz Lasota,
- Edyta Lewandowska,
- Iwonna Łękawa (sekretarz programowa, dziennikarka),
- Wojciech Łuszczykiewicz,
- Magdalena Michalak,
- Grzegorz Pawlak,
- Andrzej Poniedzielski,
- Diana Rudnik,
- Henryka Rumowska,
- Janusz Rzeszewski,
- Wojciech Słodkowski,
- Magdalena Majewska,
- Elżbieta Nowak,
- Bogumiła Wander,
- Elżbieta Więcławska-Sauk
- Agata Król

## Oprawa graficzna TVP3 Łódź

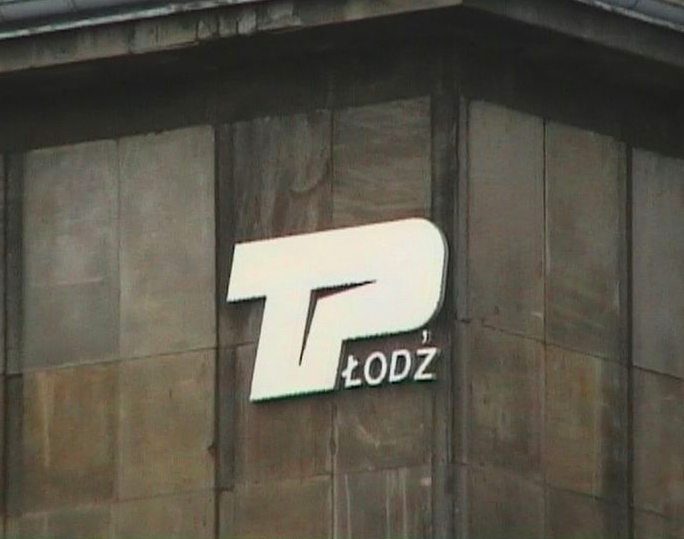
Historyczne logo TP Łódź – Telewizji Polskiej Łódź – z okresu PRL, znajdujące się do niedawna na wschodniej ścianie siedziby stacji (zdjęcie archiwalne z 2007 roku, obecnie pozostał tylko napis „Łódź”)

### Plansza wywoławcza i sygnał Telewizji Łódź
Telewizja Łódź posiadała własną czołówkę, emitowaną do 30 grudnia 2010 roku na początku pasma lokalnego, wyłącznie w TVP2 (ale przez krótki okres w TVP1) oraz przed programami realizowanymi dla anten ogólnopolskich, a sygnał wywoławczy opracowany był w oparciu o Prząśniczkę Stanisława Moniuszki.

### Logo TVP3 Łódź
| Okres wykorzystywania              | Opis | Ilustracja |
| ---------------------------------- | --- | ---------- |
| 29 października 1993 – jesień 2000 | Trzy kolorowe koła: czerwone, zielone i błękitne. W środku każdego koła jest jedna litera, które wszystkie razem tworzące skrótowiec TVP. Na dole znajduje się czarny prostokąt z białym napisem Łódź. Na ekranie wyświetlano uproszczoną wersję – same kolorowe koła (m/w od wiosny 1994), ale początkowo wyświetlano jedynie prosty napis – Łódź 3. |            |
| jesień 2000 – 2001                 | Do wcześniejszego logo dołączono „łyżwę” oraz cyfrę 3 podobnie jak w innych ośrodkach regionalnych. |            |
| jesień 2000 – 2001                 | Po lewej stronie paski w barwach ówczesnej TVP. Obok obowiązujące w tamtym czasie logo nadawcy. Po prawej stronie cyfra 3. Paski z cyfrą 3 są połączone „łyżwą” nad której dolną częścią znajduje się napis Łódź. Na ekranie logo było emitowane w różnych wersjach.                                                                                  |            |
| 2001 – 6 marca 2003                | Logo podobne do poprzedniego, z tym że usunięto z niego „łyżwę” i rozszerzono napis Łódź. |            |
| 7 marca 2003 – 30 listopada 2007   | Nowe logo TVP, po prawej stronie cyfra 3, poniżej napis Łódź, wszystko w kolorze zielonym. W latach 2006–2007 napis Łódź był powiększony. Na ekranie logo krystaliczne (od 6 października do 30 listopada 2007 bez cyfry 3). |            |
| 1 grudnia 2007 – 31 sierpnia 2013  | Logo podobne do logo stacji TVP Info – zamiast napisu INFO jest napis Łódź. |            |
| 1 września 2013 – 1 stycznia 2016  | Białe logo TVP, poniżej napis Łódź; wszystko na zielonym tle. Logo występowało także w odwrotnej wersji kolorystycznej. |            |
| od 2 stycznia 2016 roku            | Na granatowym tle logo TVP3, pod spodem napis Łódź. Od połowy grudnia 2023 roku logo na ekranie jest mniejsze. |            |

## Dyrektorzy TVP3 Łódź
| okres pełnienia funkcji | okres pełnienia funkcji | imię i nazwisko                  |
| od                      | do                      | imię i nazwisko                  |
| ----------------------- | ----------------------- | -------------------------------- |
| 1956                    | 1959                    | Arnold Borowik                   |
| 1959                    | 1961                    | Władysław Orłowski               |
| 1962                    | 1973                    | Edward Szuster                   |
| 1974                    | 1985                    | Michał Walczak                   |
| 1986                    | 1989                    | Andrzej Hampel                   |
| 1989                    | 1991                    | Marek Markiewicz                 |
| 1991                    | 1992                    | Henryka Rumowska                 |
| 1992                    | 1994                    | Tomasz Filipczak                 |
| 1994                    | 1994                    | Wojciech Maciejewski             |
| 1994                    | 1998                    | Jerzy Woźniak                    |
| 1998                    | 1998                    | Adam Gwara                       |
| 1998                    | 2000                    | Witold Skomorowski               |
| kwiecień 2000           | luty 2002               | Janusz Pieńkowski                |
| luty 2002               | maj/czerwiec 2002       | Marek Madej (p.o. dyrektora)     |
| czerwiec 2002           | 28 sierpnia 2002        | Marek Madej                      |
| 28 sierpnia 2002        | 31 grudnia 2002         | Marek Pietrak (p.o. dyrektora)   |
| 1 stycznia 2003         | 31 grudnia 2005         | Marek Pietrak                    |
| 1 stycznia 2006         | 12 lutego 2010          | Małgorzata Potocka               |
| 12 lutego 2010          | ok. 1 marca 2010        | Waldemar Drozd (p.o. dyrektora)  |
| ok. 1 marca 2010        | październik 2010        | Waldemar Drozd                   |
| październik 2010        | 12 czerwca 2012         | Dariusz Struszczak               |
| 13 czerwca 2012         | 17 grudnia 2012         | Jacek Grudzień (p.o. dyrektora)  |
| 17 grudnia 2012         | 22 marca 2016           | Jacek Grudzień                   |
| 23 marca 2016           | 22 grudnia 2018         | Hubert Bekrycht                  |
| 23 grudnia 2018         | 16 stycznia 2019        | Tomasz Lasota (p.o. dyrektora)   |
| 17 stycznia 2019        | 3 sierpnia 2022         | Błażej Kronic                    |
| 3 sierpnia 2022         | 2 stycznia 2024         | Marcin Szypszak (p.o. dyrektora) |
| 2 stycznia 2024         |                         | Magdalena Michalak-Szwarc        |

Opracowano na podstawie materiału źródłowego